# Херман фон дер Шуленбург (генерал)
Херман Ото Лудвиг Карл фон дер Шуленбург-Емден (на немски: Hermann Otto Ludwig Karl, Graf von der Schulenburg; * 4 декември 1794 в Емден/Алтенхаузен, Анхалт; † 12 март 1860 в Потсдам) е граф от клон „Бялата линия“ на род „фон дер Шуленбург“ и пруски генерал-лейтенант.
Той е третият син на пруския политик граф Филип Ернст Александер фон дер Шуленбург-Емден (1762 – 1820) и съпругата му Каролина Ернестина Фридерика фон Алвенслебен (1766 – 1856), дъщеря на Гебхард XXVIII фон Алвенслебен (1734 – 1801) и Йохана Каролина фон Алвенслебен (1746 – 1787). Внук е на хановерския генерал-майор граф Александер Якоб фон дер Шуленбург (1710 – 1775) и фрайин Еренгард Мария София фон дер Шуленбург (1737 – 1786). По-малък брат е на Едуард фон дер Шуленбург-Емден (1792 – 1871).
Херман фон дер Шуленбург завършва гимназията в Магдебург, следва в университета в Берлин и от средата на май 1813 г. миньорство в университета в Гьотинген. На 1 ноември 1813 г. той влиза като доброволец в пруската армия. Той участва в битката при Париж (30 март 1814) и през април 1815 г. става секонде-лейтенант. Награден е със Железен кръст „II класа“ за участието му в битката при Ватерло. През края на март 1833 г. Шуленбург става майор и адютант при генералното командване. На 30 март 1839 г. той е командир на сухопътен „регимент“. През средата на март 1843 г. той е полковник-лейтенант. През 1848 г. той е тежко ранен в Берлин при потушаването на революцията. Началото на декември 1849 г. той поема командването на 9. бригада в Глогов. През септември 1851 г. той е генерал-майор. През 1854 г. той е бригада-командир и като генерал-лейтенант се пенсионира.
Той е рицар на „ордена на Йоанитите“.

## Фамилия
Херман фон дер Шуленбург se жени на 25 януари 1815 г. за Августа Вилхелмина Хенриета Фердинандина фон Айкщет (* 4 септември 1796; † 1860). Те имат децата:
- Мария Армгард Емма Августа фон дер Шуленбург (* 9 май 1822), омъжена за Антон фон Пфулщайн
- Луиза Фридерика Хермина Августа фон дер Шуленбург (* 4 май 1823)
- Августа Хермина София Каролина фон дер Шуленбург (* 31 август 1825)
- Анна Хермина Агнес Каролина фон дер Шуленбург (* 7 юли 1827)
- Херман Фридрих Карл Александер фон дер Шуленбург (* 8 август 1829, Емден при Магдебург; † 6 април 1865, Кобленц), пруски офицер, става католик и капуцинец с името Лудовикус
- Ото Херман Едуард Вернер фон дер Шуленбург (* 23 януари 1833; † 1871 при Кроа)